# Спаркс, Стивен
Сэр Стивен Спаркс (Robert Stephen John Sparks; род. 15 мая 1949, Харпенден, близ Лондона) — британский геолог, вулканолог, один из ведущих в мире. Доктор философии (1974).
Профессор Бристольского университета, член Лондонского королевского общества (1988). Рыцарь-бакалавр с 2018 года.

## Биография
Окончил Имперский колледж Лондона (1971). В 1974 году там же получил степень доктора философии по вулканологии.
С 1978 года в Кембриджском университете.
С 1989 года профессор геологии Бристольского университета, до 1994 года возглавлял его кафедру геологии.
В 2002—2005 годах почётный фелло-исследователь Лондонского музея естествознания.
Часто выступает в СМИ.
Являлся президентом Лондонского геологического общества (1994—1996) и IAVCEI (1999—2003).
Член Европейской академии (2012), фелло Американского геофизического союза (1998).
Опубликовал более 400 рецензированных работ.
Женат на учительнице, двое сыновей.

## Награды
- Медаль Бигсби Геологического общества Лондона (1985)
- Медаль Мурчисона Геологического общества Лондона (1998)
- Бейкеровская лекция Лондонского королевского общества (2000)
- Медаль Артура Л. Дэя Геологического общества Америки (2000)
- Royal Society Wolfson Research Merit Award[англ.] (2002—2007)
- Arthur Holmes Medal[нем.], Европейский союз наук о Земле (2004)
- Научная награда японского Chiba University[англ.] (2006)
- Thorarinsson Medal[англ.], IAVCEI (2008)
- Joseph Preistley Award, Dickinson College[англ.], США (2010)
- Медаль Волластона (2011), высшее отличие Геологического общества Лондона
- Премия Ветлесена (2015)[3]
- Королевская медаль Лондонского королевского общества (2018)[5]

Командор ордена Британской империи (2010).
Почётный доктор французского Университета Блеза Паскаля (2000), Ланкастерского университета (2000), Парижского университета (2005).